# Alter Jüdischer Friedhof (Roudnice nad Labem)
Koordinaten: 50° 25′ 36,7″ N, 14° 14′ 56,9″ O

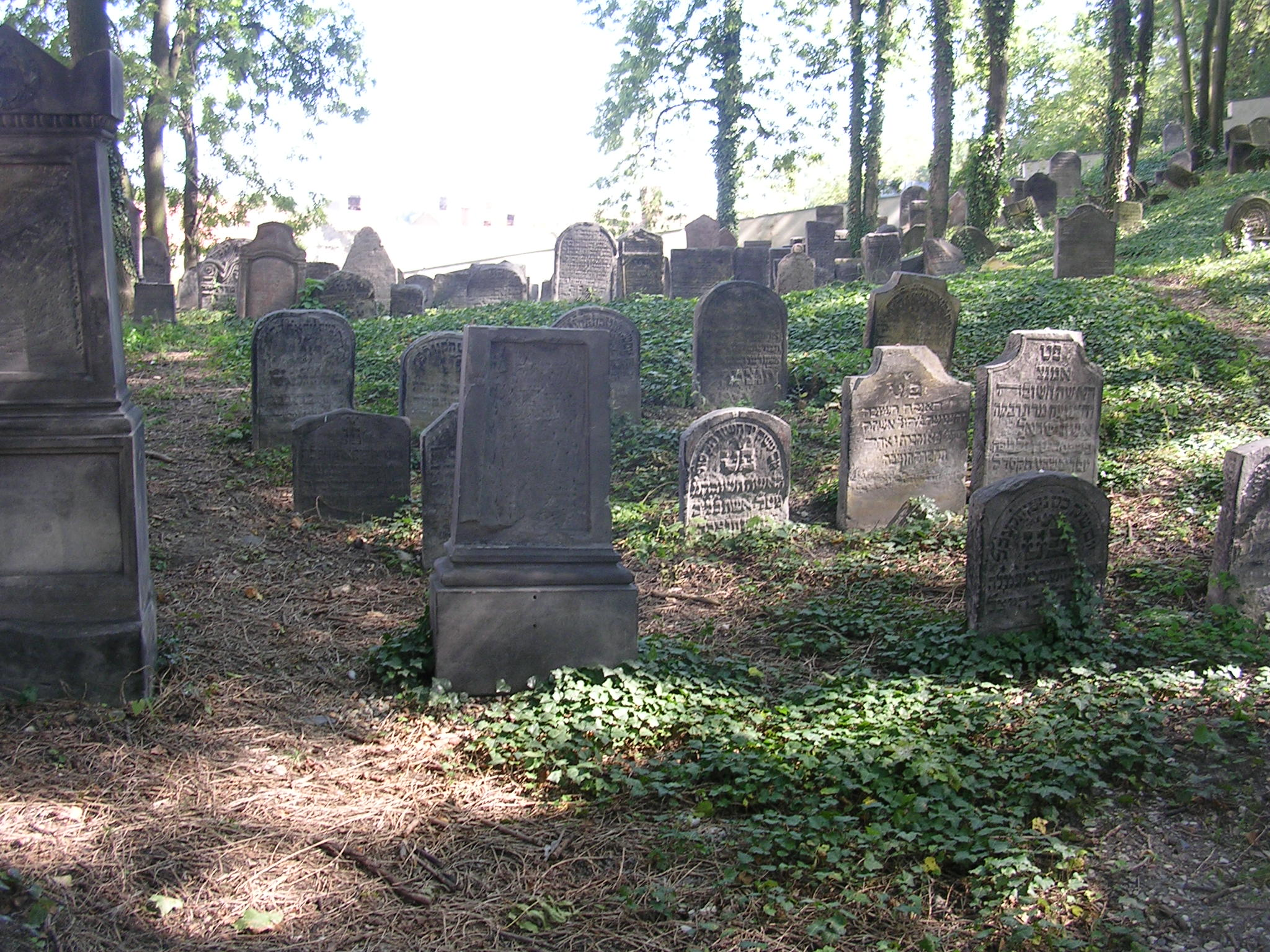
Alter jüdischer Friedhof in Roudnice nad Labem

Der Alte Jüdische Friedhof Roudnice nad Labem befindet sich in Roudnice nad Labem (deutsch Raudnitz an der Elbe), einer Stadt in der nordböhmischen Region Ústecký kraj in Tschechien.
Der Friedhof wurde im Jahr 1613 neu angelegt, die letzte Beerdigung fand etwa 1896 statt. Auf einer Fläche von 4.679 m² befinden sich etwa 1.700 Grabstellen. Die größtenteils sehr wertvollen Grabsteine stammen aus der Zeit des Barocks, der Renaissance und des Klassizismus.
Im Jahr 1992 wurde der Friedhof zum Kulturdenkmal erklärt.